# Cocommutativité
 (mars 2023).
Si vous disposez d'ouvrages ou d'articles de référence ou si vous connaissez des sites web de qualité traitant du thème abordé ici, merci de compléter l'article en donnant les références utiles à sa vérifiabilité et en les liant à la section « Notes et références ».
En mathématiques, la cocommutativité est une notion duale de la notion de commutativité.

## Définition
Soit {\displaystyle (A,\Delta )} une coalgèbre. Pour tout {\displaystyle x} appartenant à {\displaystyle A}, on note
La coalgèbre {\displaystyle A}  est dite cocommutative si :